# Vrijzinnig-Democratische Partij.De Liberalen
De Vrijzinnig-Democratische Partij.De Liberalen (Duits: Freisinnig-Demokratische Partei.Die Liberalen; Frans: Parti radical-démocratique.Les Libéraux-Radicaux; Italiaans: Partito liberale radicale.I Liberali; Reto-Romaans: Partida liberaldemocrata.Ils Liberals) is een liberale partij in Zwitserland. Historisch worden de leden van deze partij de radicalen genoemd.

## Geschiedenis
De Vrijzinnig-Democratische Partij.De Liberalen ontstond op 28 februari 2009, na de fusie van de Vrijzinnig-Democratische Partij van Zwitserland (FDP/PRD) en de Liberale Partij van Zwitserland (LPS/PSL).
De FDP/PDR is georganiseerd in districts- en kringpartijen. Met uitzondering van Appenzell Innerrhoden kent ieder kanton een eigen kantonnale afdeling.
De vrouwenafdeling van de FDP.De Liberalen heet FDP Frauen. Nauw verbonden met de FDP.De Liberalen, maar zelfstandig, is de jongerenpartij, de Jungfreisinnigen Schweiz (Jonge Vrijzinnigen, JFS). De JFS zijn progressiever dan de FDP/PDR en doen met een eigen lijst mee aan de kantonnale verkiezingen.

## Standpunten
De FDP/PDR is als traditionele liberale voorstander van vrije markteconomie, vrijhandel, beperkte overheidsbemoeienis, tegen bepaalde aspecten van een welvaartsstaat. De partij is voor een zo groot mogelijke individuele vrijheid en voorstander van lage belastingen.
Leden van de FDP/PDR zijn vertegenwoordigd in raden van commissarissen en besturen van ondernemingen (met name van farmaceutische bedrijven en banken). De partij wordt geassocieerd met het grootkapitaal.
In sommige opzichten is FDP/PDR centrumlinks te noemen. Zo is de partij voorstander van geregistreerd partnerschap voor homoseksuelen en de legalisering van softdrugs. Net als de CVP/PDC en de SP/PS is de FDP/PDR voorstander van toenadering tot de Europese Unie.
| Standpunt                                                     |
| Pensioengerechtigde leeftijd naar 67 jaar                     |
| Zwangerschapsverlof naar 24 weken                             |
| Meer sociale voorzieningen voor families met een laag inkomen |
| Meer geld naar integratie van migranten                       |
| Strengere inburgeringseisen                                   |
| Verruiming adoptiewetgeving ten gunste van homoseksuele paren |
| Strenge abortuswetgeving                                      |
| Federale belastingverhoging                                   |
| Handhaving moratorium genetische manipulatie                  |
| Geleidelijke afbouw kernenergie                               |
| Een kleiner leger                                             |
| Toetredingsonderhandelingen met de EU                         |
| Actievere buitenlandpolitiek                                  |
| Vrij verkeer van personen tussen Zwitserland en de EU         |
| Invoering federaal minimumloon                                |
| Bron: smartvote.ch                                            |

## Bondsraad
| Afbeelding | Persoon             | Kanton       | Departement                         | Periode    | Bondspresident |
|            | Ignazio Cassis      | Ticino       | Departement van Buitenlandse Zaken  | sinds 2017 | /              |
|            | Karin Keller-Sutter | Sankt Gallen | Departement van Justitie en Politie | sinds 2019 | /              |

## Verkiezingsuitslagen
| Nationale Raad |        |       |     |
| Jaar           | Zetels | %     | +/- |
| 1987           | 51     | 22,93 | 3   |
| 1991           | 44     | 20,99 | 7   |
| 1995           | 45     | 20,31 | 1   |
| 1999           | 43     | 19,93 | 2   |
| 2003           | 36     | 17,34 | 7   |
| 2007           | 31     | 15,76 | 4   |
| 2011           | 30     | 15,13 | 1   |
| 2015           | 33     | 16,39 | 3   |
| 2019           | 29     | 15,1  | 4   |

| Kantonsraad |        |
| Jaar        | Zetels |
| 1987        | 14     |
| 1991        | 18     |
| 1995        | 17     |
| 1999        | 17     |
| 2003        | 14     |
| 2007        | 12     |
| 2011        | 13     |
| 2015        | 11     |
| 2019        | 12     |

## Voorzitters
| Periode    | Naam           | Kanton |
| ---------- | -------------- | ------ |
| 2009-2012  | Fulvio Pelli   | Ticino |
| 2012-2016  | Philipp Müller | Aargau |
| 2016-heden | Petra Gössi    | Schwyz |